# Parafia św. Leona w Cummins
Parafia św. Leona w Cummins – parafia rzymskokatolicka, należąca do diecezji Port Pirie.